# Église Saint-Venceslas de Smichov
L'église Saint-Venceslas de Smíchov est une église catholique romaine située dans le quartier de Smíchov, à Prague. La basilique néo-Renaissance à trois nefs avec deux tours de cinquante mètres est dédiée au patron tchèque Saint Venceslas. Elle a été construite entre 1881 et 1885 selon les plans de l'architecte Antonín Viktor Barvitio. L'extérieur du bâtiment est l'un des exemples les plus importants de l'architecture néo-renaissance tchèque, l'intérieur est conçu dans le style d'une basilique romaine paléochrétienne.

## Histoire

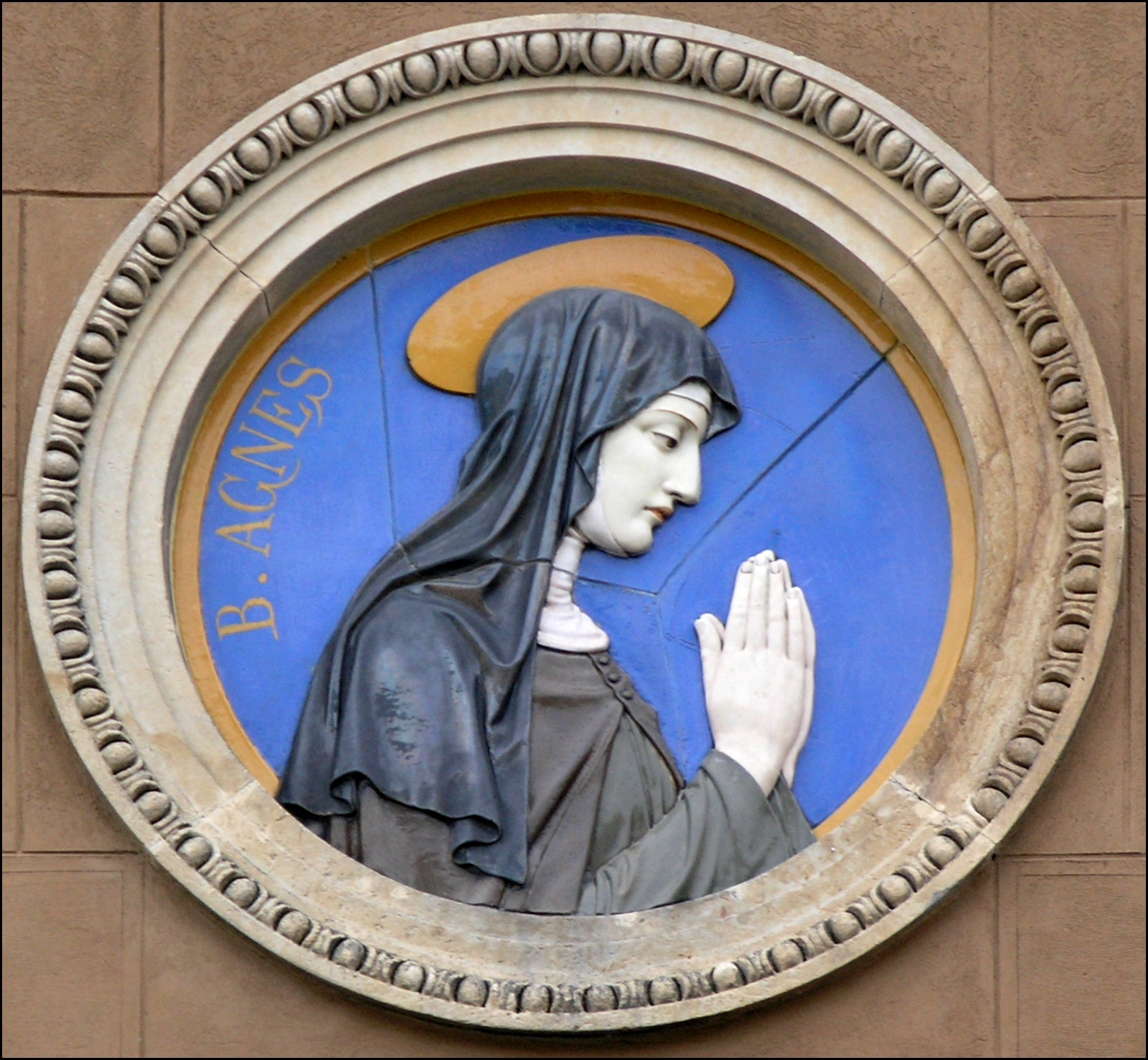
Ludvík Šimek : Bienheureuse Agnès, faïence en tondo, Florence 1885.

La construction d'une nouvelle église à Smíchov a été décidée en 1866. Le résident de Prague et empereur émérite Ferdinand Ier et son épouse ont légué la somme de 30 000 pièces d'or pour la construction. Le terrain à bâtir était prévu sur le jardin de Buquoy, avant que le palais d'été de Buquoy ne soit démoli. Afin de révéler la vue directe de la mairie sur la façade de l'église, l'aile sud classique du château d'été Portheimka a également été démolie. En 1880, la Société de St Venceslas pour la construction de l'église acheta le terrain pour 100 000 florins. La première pierre de la nouvelle église est posée le 18 septembre 1881, et la construction se poursuit jusqu'en 1885. Le 26 septembre 1885, les restes sacrés ont été solennellement transférés ici. Le lendemain, l'archevêque de Prague František comte Schönborn, l'évêque de České Budějovice, Martin J. Říha et l'évêque consacrant de Prague Karl Schwarz inaugurent l'église. Le statut de paroisse a été transféré à l'église et l'église paroissiale d'origine de St Filipa et Jakub a été démolie en 1891.
En 1891, à l'occasion de l'exposition du jubilé à Prague, l'empereur François-Joseph Ier visita l'église. En 1897, le gouverneur du royaume de Bohême, Karel Coudenhove, et le principal gouverneur de la République tchèque, le comte František de Thun-Hohenstein, ont visité le temple.

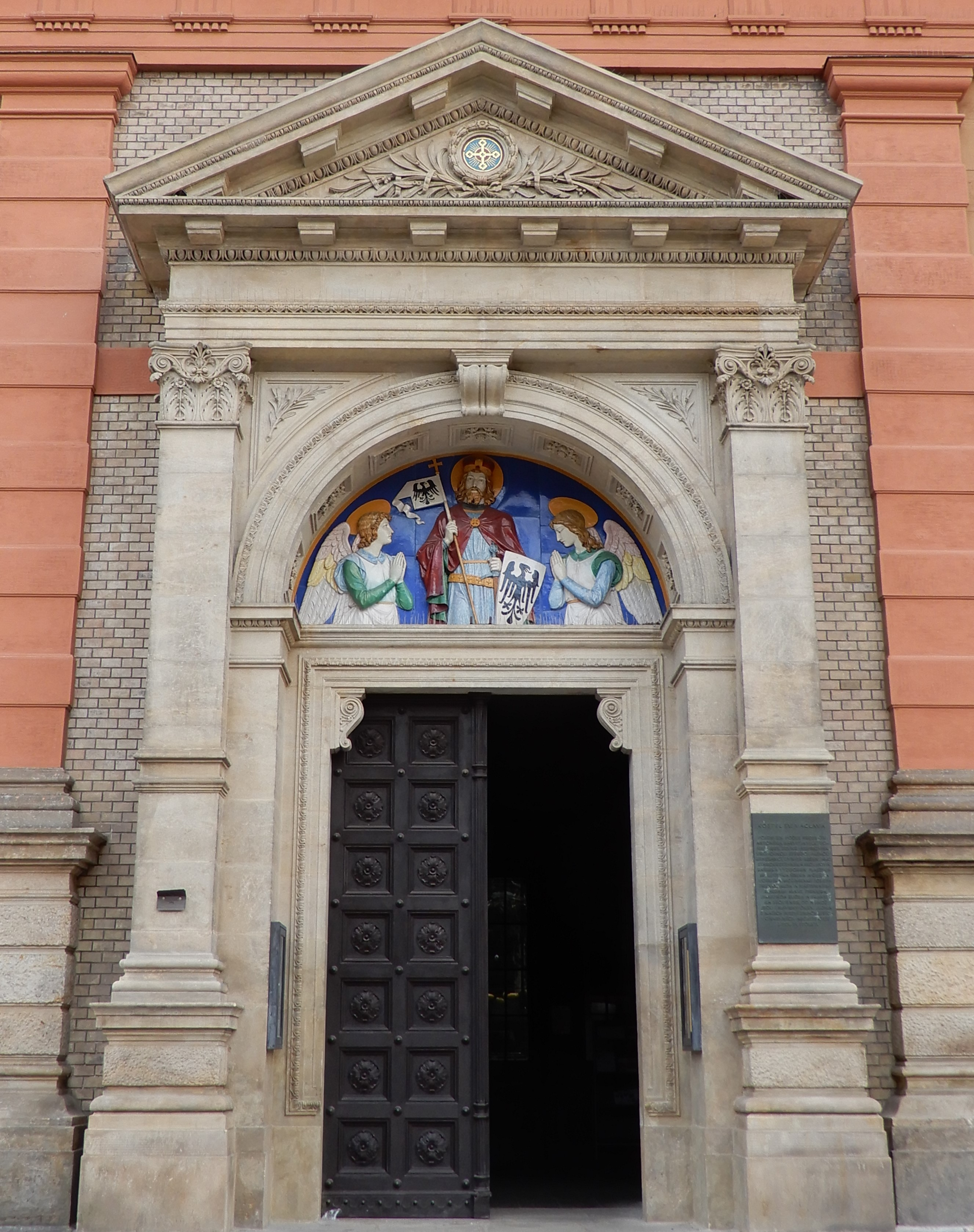
Le portail principal de l'église.

La deuxième consécration solennelle des cloches eut lieu le 16 septembre 1923, par l'archevêque František Kordač. En 1945, le Palladium de la Terre tchèque a été exposé ici, que, selon la légende, saint Venceslas avait avec lui au moment de son assassinat. Le dimanche 27 septembre 2015, lors d'une messe en l'honneur de saint Venceslas, son crâne (avec une coiffe et une couronne de l'époque du millénaire de saint Venceslas de 1929), prêté par la cathédrale Saint-Guy de Venceslas, a été exposée ici pour la première fois.

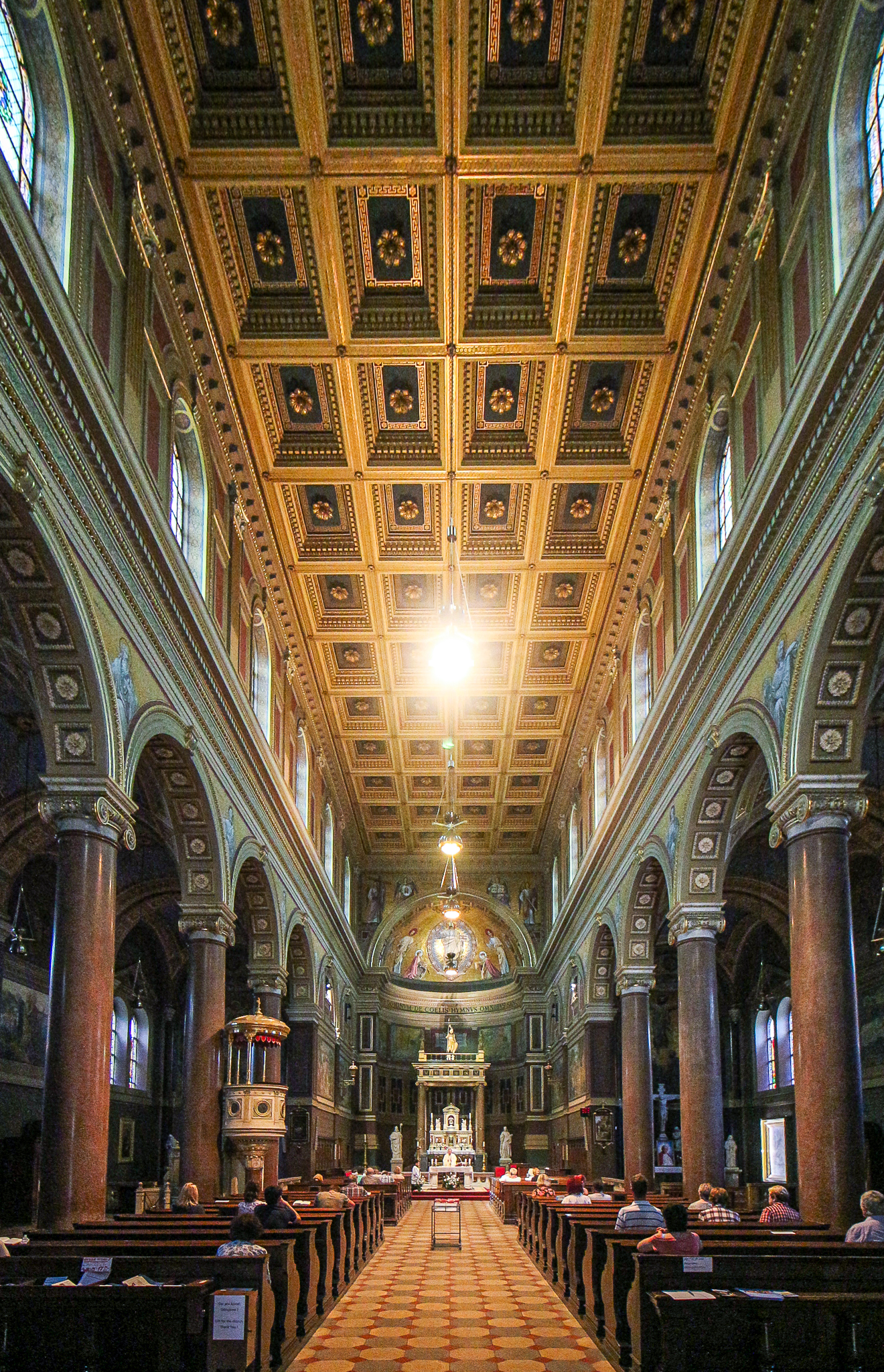
Intérieur de l'église.

## Extérieur
La façade comporte deux tours de 50 mètres de haut avec des flèches coniques. Il y a trois entrées avec des portails en grès. Ils sont décorés de trois reliefs en majolique italienne aux couleurs vives, réalisés à Florence à partir de modèles de Ludvík Šimek : dans le tympan de l'entrée principale, il s'agit d'un relief de lunette avec une demi-figure de Saint-Pierre. Venceslas parmi les anges, au-dessus des entrées latérales reliefs circulaires (appelés tondo) d'Agnès de la Česká et Groznaty d'Ovence. La fenêtre ronde au-dessus du portail est ornée d'un vitrail avec une demi-figure de la Vierge Marie et de Jésus-Christ, visible uniquement de l'intérieur.

## Intérieur
La nef principale est à plafond plat, avec des caissons néo-Renaissance polychromes et dorés. Les arcades de la nef sont soutenues par des colonnes de granit aux chapiteaux décorés de marbre blanc de Carrare. Les bas-côtés sont voûtés. Les peintures de prophètes et de sibylles au-dessus des arcades de la nef ont été conçues par František Sequens. La mosaïque de l'abside représente le Christ Sauveur parmi les saints : agenouillé en dessous se trouvent St Venceslas et Ste Ludmila, sur les côtés se tiennent St Pierre et St Paul, derrière eux St Vojtech et St Prokop. Selon le dessin de Josef Matyáš Trenkwald, ils ont été fabriqués par un atelier de mosaïque d'Innsbruck. Dans l'abside de la nef nord se trouve une peinture du Couronnement de la Vierge Marie de Maxmilián Pirner, réalisée selon la technique de l'encaustique. Dans l'abside de la nef sud, Zikmund Rudl peint l'Ascension du Seigneur selon la même technique. Les motifs de vitraux dans les fenêtres sont conçus par Francis Sequense, qui a également peint le retable de la Vierge Marie, une copie d'une icône paléochrétienne de la basilique Sainte Marie Majeure à Rome. L'architecture de la chaire et de l'autel est sculptée dans du marbre blanc d'Istrie,.

## Littérature
- František EKERT : Roi des lieux sacrés. salut. ville de Prague 2. Prague 1888, p. 285, 290–293
- František HANSL : Smíchovskogo et Zbraslavskogo. Prague-Smíchov 1899, pp. 374–377